# Prueba Villafranca-Ordiziako Klasika
Prueba Villafranca-Ordiziako Klasika – kolarski wyścig jednodniowy, rozgrywany w Hiszpanii od 1922. Zaliczany jest do cyklu UCI Europe Tour, w którym posiada kategorię 1.1. Start i meta wyścigu znajduje się w Ordizii w Kraju Basków.
Rekordzistą pod względem zwycięstw jest Hiszpan Ricardo Montero, który pięciokrotnie stawał na najwyższym stopniu podium. Najlepszym rezultatem osiągniętym w wyścigu przez Polaka było 7. miejsce zajęte przez Karola Domagalskiego w 2016 roku.

## Lista zwycięzców
| Rok  | Pierwsze                     | Drugie                       | Trzecie                           |          |
| ---- | ---------------------------- | ---------------------------- | --------------------------------- | -------- |
| 1922 | Francisco Sarasola           |                              |                                   |          |
| 1923 | Joaquim Lete                 | Jesús Maiza                  | Ramon Loidi                       |          |
| 1924 | Cesareo Sarduy               |                              |                                   |          |
| 1925 | Esteban Zubiaurre            | José Gurruchaga              | Benito Ayastuy                    |          |
| 1926 | Lucas Jauregui               | Francisco Cepeda             | Andrés Arriaga                    |          |
| 1927 | Ricardo Montero              | Telmo García                 | Enrique Aguirre                   |          |
| 1928 | Muç Miquel                   | Manuel López                 | Ricardo Montero                   |          |
| 1929 | Juan Valderrey               |                              |                                   |          |
| 1930 | Ricardo Montero              | Juan Valderrey               | Fédérico Ezquerra                 |          |
| 1931 | Ricardo Montero              | Francisco Cepeda             | Eusebio Bastida                   |          |
| 1932 | Ricardo Montero              | Fédérico Ezquerra            | Jesús Dermit                      |          |
| 1933 | Salvador Cardona             | Mariano Cañardo              | Ricardo Montero                   |          |
| 1934 | Emiliano Álvarez             | Fermín Trueba                | Vicente Carretero                 |          |
| 1935 | Ricardo Montero              | Salvador Molina              | Antonio Escuriet                  |          |
| 1938 | Fédérico Ezquerra            | Jesús Dermit                 | Antonio Ugarteburu                |          |
| 1939 | José Félix Ezcauriaza        | Fédérico Ezquerra            | Antonio Ugarteburu                |          |
| 1940 | Fédérico Ezquerra            | Antonio Ugarteburu           | José Félix Ezcauriaza             |          |
| 1941 | Martín Mancisidor Chirapozo  | Enrique Torres               | Carmelo Elgarresta                |          |
| 1942 | Félix Vidaurreta             | Ángel Puente                 | Francisco Expósito                |          |
| 1943 | Martín Mancisidor Chirapozo  | Miguel Lizarazu              | Cipriano Aguirrezabal Gallastegui |          |
| 1944 | Ignacio Esnaola              | Juan José Eizaguirre         | Eloy Lizazu                       |          |
| 1945 | Ignacio Esnaola              | Ramón Garmendia              | Luis Zubizarreta                  |          |
| 1946 | Juan Cruz Ganzaraín          | Ignacio Esnaola              | José María Lopategui              |          |
| 1947 | Juan Cruz Ganzaraín          | Juan José Eizaguirre         | Nicolás Galardi                   |          |
| 1948 | Francisco Expósito           | Francisco Michelena          | Ignacio Esnaola                   |          |
| 1949 | Vicente Aramburu             | Antonio Mendiburu            | Bonifacio Arrospide               |          |
| 1950 | José Orbegozo                | Luciano Montero Rechou       | Antonio Mendiburu                 |          |
| 1951 | Antonio Mendiburu            | Joaquín Salaberría           | José María Apalategui             |          |
| 1952 | Manuel Aizpuru               | Juan Cruz Ganzaraín          | Hortensio Vidaurreta              |          |
| 1953 | Hortensio Vidaurreta         | Óscar Elguezabal             | Jesús Galdeano                    |          |
| 1954 | Hortensio Vidaurreta         | Cosme Barrutia Iturriagoitia | Antón Barrutia                    |          |
| 1955 | José Pérez Francés           | Emilio Cruz Díaz             | Miguel Urquizar                   |          |
| 1956 | José Michelena Arsuaga       | Hortensio Vidaurreta         | Miguel Vidaurreta                 |          |
| 1957 | José Michelena Arsuaga       | Hortensio Vidaurreta         | Fausto Iza                        |          |
| 1958 | Facundo Zabaleta Ranesco     | José Luis Talamillo Huidobro | Hortensio Vidaurreta              |          |
| 1959 | José Luis Talamillo Huidobro | Emilio Cruz Díaz             | Jesús Galdeano                    |          |
| 1960 | Luis Goya                    | Jesús Galdeano               | Alfred Esmatges Yuste             |          |
| 1961 | Roberto Morales              | Julio San Emeterio Abascal   | José Segú                         |          |
| 1962 | Sebastián Elorza Uría        | Luís Otaño                   | Emilio Cruz Díaz                  |          |
| 1963 | Antón Barrutia               | José Antonio Momene          | Fernando Manzaneque               |          |
| 1964 | José Pérez Francés           | Luís Otaño                   | Ramón Mendiburu                   |          |
| 1965 | Roberto Morales              | Carlos Echeverría            | José María Errandonea             |          |
| 1966 | Antonio Gómez del Moral      | Ginés García                 | Aurelio González Puente           |          |
| 1967 | Javier Otaola                | Juan Silloniz Achabal        | José Luis Uribezubia Velar        |          |
| 1968 | Gregorio San Miguel          | Vicente López Carril         | Juan Silloniz Achabal             |          |
| 1969 | Miguel María Lasa            | José Manuel López            | José Antonio Momene               |          |
| 1970 | Francisco Gabica             | Gabriel Mascaró              | Francisco Galdós                  |          |
| 1971 | Domingo Perurena             | Vicente López Carril         | José Manuel López                 |          |
| 1972 | Domingo Perurena             | Agustín Tamames              | Juan Zurano                       |          |
| 1973 | Santiago Lazcano             | Francisco Galdós             | Vicente López Carril              |          |
| 1974 | José Pesarrodona             | Miguel María Lasa            | Antonio Menéndez González         |          |
| 1975 | Pierre-Raymond Villemiane    | Luis Alberto Ordiales        | Félix Pérez                       |          |
| 1976 | Domingo Perurena             | Vicente López Carril         | Miguel María Lasa                 |          |
| 1977 | Vicente López Carril         | José Enrique Cima            | Manuel Esparza                    |          |
| 1978 | Miguel María Lasa            | Antonio Menéndez González    | Andrés Oliva                      |          |
| 1979 | Faustino Rupérez             | Vicente Belda                | Pedro Vilardebo                   |          |
| 1980 | Ismael Lejarreta             | José Luis Mayoz              | Jordi Fortià Martí                |          |
| 1981 | Marino Lejarreta             | Johan De Muynck              | Bernardo Alfonsel                 |          |
| 1982 | Faustino Rupérez             | Modesto Urrutibeazcoa        | Alfio Vandi                       |          |
| 1983 | José Recio                   | Julián Gorospe               | Federico Echave                   |          |
| 1984 | Pedro Muñoz                  | Enrique Aja                  | Antonio Coll                      |          |
| 1985 | Iñaki Gastón                 | Jokin Mújika                 | Pedro Muñoz                       |          |
| 1986 | Peter Hilse                  | Vicente Belda                | Guillermo Arenas                  |          |
| 1987 | Claude Séguy                 | Stephen Hodge                | Arsenio González                  |          |
| 1988 | Marino Lejarreta             | Jon Unzaga                   | Jokin Mújika                      |          |
| 1989 | Marino Lejarreta             | Federico Echave              | Jokin Mújika                      |          |
| 1990 | Miguel Ángel Martínez Torres | Marino Lejarreta             | Federico Echave                   |          |
| 1991 | Neil Stephens                | Serge Baguet                 | Mikel Zarrabeitia                 |          |
| 1992 | Abraham Olano                | Antonio Martín               | Harry Lodge                       |          |
| 1993 | Neil Stephens                | Noël Szostek                 | Bo André Namtvedt                 |          |
| 1994 | Neil Stephens                | Frank Vandenbroucke          | José María Jiménez                |          |
| 1995 | Neil Stephens                | Stefano Della Santa          | Frank Vandenbroucke               |          |
| 1996 | Aitor Garmendia              | Arsenio González             | Prudencio Indurain                |          |
| 1997 | Laurent Lefèvre              | Frédéric Bessy               | Francisco Mancebo                 |          |
| 1998 | Frank Vandenbroucke          | Gianluca Bortolami           | Mirko Celestino                   |          |
| 1999 | Laurent Jalabert             | Andrei Tchmil                | Pascal Hervé                      |          |
| 2000 | Javier Otxoa                 | Patrice Halgand              | David Etxebarria                  |          |
| 2001 | David Clinger                | Rafael Díaz Justo            | Aleksandr Szefier                 |          |
| 2002 | Mikel Zarrabeitia            | Władimir Karpiec             | Óscar Pereiro Sio                 |          |
| 2003 | Alejandro Valverde           | Antonio Colom                | Gorka Gerrikagoitia               |          |
| 2004 | David Herrero                | Gustavo Domínguez            | David Latasa                      |          |
| 2005 | Carlos García Quesada        | Daniel Moreno                | Adolfo García Quesada             |          |
| 2006 | Félix Cárdenas               | Alberto Rodríguez Oliver     | David Latasa                      |          |
| 2007 | Joaquim Rodríguez            | Julián Sánchez               | José Alberto Benítez              |          |
| 2008 | Władimir Karpiec             | Bruno Pires                  | Sergio Pardilla                   |          |
| 2009 | Jaume Rovira                 | Joaquim Rodríguez            | Pablo Urtasun                     |          |
| 2010 | Gorka Izagirre               | Manuel Ortega Ocaña          | Pablo Lastras                     |          |
| 2011 | Julien Simon                 | Daniel Moreno                | Pablo Lastras                     |          |
| 2012 | Gorka Izagirre               | Esteban Chaves               | Miguel Ángel Rubiano              |          |
| 2013 | Daniel Teklehaimanot         | Ángel Madrazo                | David Arroyo                      |          |
| 2014 | Gorka Izagirre               | Luis León Sánchez            | José Herrada                      |          |
| 2015 | Ángel Madrazo                | Ion Izagirre                 | Amets Txurruka                    |          |
| 2016 | Simon Yates                  | Ángel Madrazo                | Aleksandr Wdowin                  |          |
| 2017 | Siergiej Szyłow              | Benjamín Prades              | Dmitrij Strachow                  |          |
| 2018 | Robert Power                 | Simon Yates                  | Krists Neilands                   |          |
| 2019 | Rafael Valls                 | Jesús del Pino               | Juan Antonio López-Cózar          |          |
| 2020 | Simon Carr                   | Kyle Murphy                  | Winner Anacona                    |          |
| 2021 | Luis León Sánchez            | Juan Ayuso                   | Roger Adrià                       |          |
| 2022 | Simon Yates                  | Dion Smith                   | Xavier Cañellas                   |          |
| 2023 | Marc Hirschi                 | Ben Healy                    | Juan Ayuso                        |          |
| 2024 | Jan Christen                 | Vincenzo Albanese            | Pau Miquel                        |          |
| 2025 | odwołany                     | odwołany                     | odwołany                          | odwołany |